# فردآباد (مقاطعة اشتهارد)
فردآباد (بالفارسية: فردآباد) هي قرية تقع في مقاطعة إشتهارد في إيران. يقدر عدد سكانها بـ 239 نسمة .